# NEVER END (テレビ番組)
『NEVER END 終りなき挑戦』（ネバーエンド おわりなきちょうせん）は、2007年7月7日から2008年3月29日までテレビ東京系列局で放送されていたテレビ東京製作のスポーツドキュメンタリー番組である。放送時間は毎週土曜 22:54 - 23:00 （日本標準時）。
様々な分野のスポーツ選手たちを取り上げていたミニ番組で、現状に満足することなくさらなる高みを目指す彼らの姿を追っていた。